# 1924-es magyar birkózóbajnokság
Az 1924-es magyar birkózóbajnokság a tizennyolcadik magyar bajnokság volt. A bajnokságot május 17. és 19. között rendezték meg Budapesten, a MAC margitszigeti pályáján.

## Eredmények
| Versenyszám   | Arany                      | Arany | Ezüst                           | Ezüst | Bronz                        | Bronz |
| ------------- | -------------------------- | ----- | ------------------------------- | ----- | ---------------------------- | ----- |
| Légsúly       | Magyar Armand Budapesti AK |       | Tasnády József MAC              |       | Áron József MTK              |       |
| Pehelysúly    | Radvány Ödön Budapesti AK  |       | Németh Jenő Munkás TE           |       | Fehér István Budapesti AK    |       |
| Könnyűsúly    | Matura Mihály Munkás TE    |       | Györgyei Ferenc Újpesti TE      |       | Jánosi-Kerner Zoltán MAC     |       |
| Kisközépsúly  | Miskey Árpád MAC           |       | Szalay Imre Munkás TE           |       | dr. Laczka Sándor MAC        |       |
| Nagyközépsúly | Janó Károly MAC            |       | Ferenczy Rudolf MÁV Gépgyári SK |       | Adorján László MAC           |       |
| Nehézsúly     | dr. Varga Béla MAC         |       | Dömény István Budapesti AK      |       | Badó Rajmund Ferencvárosi TC |       |